# Macaranga polyneura
Macaranga polyneura är en törelväxtart som beskrevs av Alexander Gilli. Macaranga polyneura ingår i släktet Macaranga och familjen törelväxter.
Artens utbredningsområde är Papua Nya Guinea. Inga underarter finns listade i Catalogue of Life.